# Neonectria ditissima
Neonectria ditissima är en svampart som först beskrevs av Tul. & C. Tul., och fick sitt nu gällande namn av Samuels & Rossman 2006. Neonectria ditissima ingår i släktet Neonectria och familjen Nectriaceae.  Arten är reproducerande i Sverige. Inga underarter finns listade i Catalogue of Life.